# Rhopalencyrtoidea
Rhopalencyrtoidea is een geslacht van vliesvleugeligen uit de familie Encyrtidae. De wetenschappelijke naam van dit geslacht is voor het eerst geldig gepubliceerd in 1915 door Girault.

## Soorten
Het geslacht Rhopalencyrtoidea omvat de volgende soorten:
- Rhopalencyrtoidea austrina Girault, 1929
- Rhopalencyrtoidea claripennis Girault, 1915
- Rhopalencyrtoidea perplexa (Girault, 1925)
- Rhopalencyrtoidea purpureicorpus Girault, 1915